# Polskie Stowarzyszenie Aktuariuszy
Polskie Stowarzyszenie Aktuariuszy – stowarzyszenie aktuariuszy w Polsce. Zostało utworzone w 1991 aby kontynuować działalność Polskiego Instytutu Aktuariuszy przerwaną przez II wojnę światową.
W dniu 9 sierpnia 1991 roku Polskie Stowarzyszenie Aktuariuszy zostało zarejestrowane w oficjalnym rejestrze stowarzyszeń.
Poprzez organizowanie seminariów oraz wspieranie Letniej Szkoły Nauk Aktuarialnych, stowarzyszenie odgrywa ważną rolę w promowaniu zawodu aktuariusza oraz edukacji aktuarialnej.
Polskie Stowarzyszenie Aktuariuszy jest pełnym członkiem Międzynarodowego Stowarzyszenia Aktuarialnego (ang. International Actuarial Association lub IAA) a także członkiem Groupe Consultatif Actuariel Europeen zrzeszającego organizacje aktuarialne w Europie. Prezesem zarządu jest Jacek Skwierczyński.

## Członkostwo
PSA oferuje trzy rodzaje członkostwa:
- członek aspirant
- członek stowarzyszony
- członek rzeczywisty